# مسجد حسينية
مسجد حسينية هو مسجد تاريخي يعود إلى عصر الدولة التيمورية، ويقع في أبر كوه.